# Hvedebrødsdage
Hvedebrødsdage anvendes som betegnelse for tiden efter brylluppet.
Betegnelsen dækker over at man i denne fase spiser hvedebrød i stedet for rugbrød – især i overført betydning hvor dagligdagens bekymringer for en kort periode træder i baggrunden.
Udtrykket "Nu er hvedebrødsdagene forbi" anvendes i overført betydning om en relation hvor parterne ikke længere er så overbærende overfor hinandens fejl og mangler, som det var tilfældet i starten af relationen. F.eks. kan det anvendes om to politiske partiers første tid i et samarbejde. Udtrykket anvendes her når de første uoverensstemmelser dukker op. Udtrykket ses også anvendt i endnu bredere forstand, nemlig i betydningen 'nu er de gode/nemme tider forbi' eller 'nu får piben en anden lyd'.